# Joss Whedon
Joseph Hill "Joss" Whedon (Nova York, 23 de juny de 1964) és un guionista estatunidenc de reconegut prestigi. Ha treballat en el món de la televisió com a director, productor executiu i creador de diverses sèries, i és especialment conegut el seu treball en Buffy the Vampire Slayer. En còmic el seu treball més difós el va realitzar des de 2004 en Astonishing X-Men. Havent treballat també com a guionista per al cinema, el 2012 va dirigir el seu primer film, The Avengers.

## Primers anys
Joss va néixer a Nova York en una família molt lligada al món de les comèdies de situació nord-americanes (és fill i net de guionistes). Va passar en el Regne Unit tres anys estudiant en el Winchester College de Hampshire. Va rebre la llicenciatura en cinematografia de la Universitat Wesleyana el 1987. El seu primer treball acreditat va ser a la comèdia Roseanne.

## Carrera
Posteriorment, i encara que sense aparèixer en els títols de crèdit, va col·laborar en ells guions de Speed, X-Men, Twister i Waterworld; no obstant això moltes de les seves aportacions van ser pràcticament eliminades. També va ser un els primers guionistes a elaborar la història que acabaria sent Toy Story (per aquella època treballava per la Disney), i fins i tot va ser nominat a l'Oscar al millor guió original per aquesta pel·lícula. Va participar també en el guió de Alien: Resurrecció, encara que el seu treball, especialment el final que havia escrit, es va veure profundament modificat en la pel·lícula. Va ser el guionista de Titan A.I., pel·lícula d'animació de ciència-ficció de la Fox.

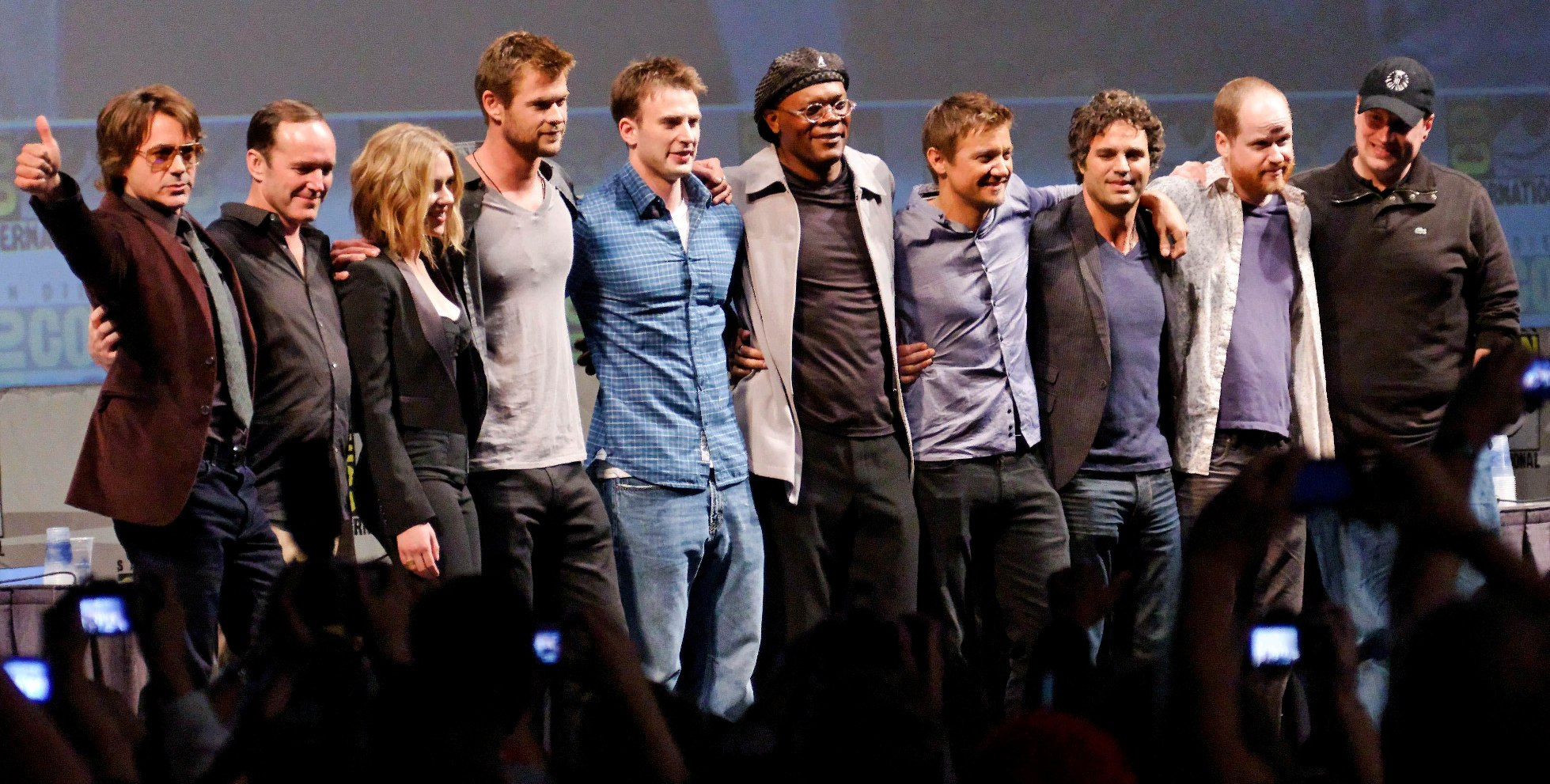
Presentació el 2012 dels Venjadors en el Comic-Con de San Diego el 2010 amb Robert Downey Jr., Clark Gregg, Scarlett Johansson, Chris Hemsworth, Chris Evans, Samuel L. Jackson, Jeremy Renner, Mark Ruffalo, Joss Whedon i Kevin Feige.

En tot cas, el treball que li va obrir les portes de l'èxit va ser el realitzat per a televisió en sèries de ciència-ficció com Buffy the Vampire Slayer i Angel, que el van convertir en un autor de culte.
Aquests treballs el van portar a iniciar també una reeixida carrera com a guionista al món del còmic, del que és un declarat fan. Es va iniciar com a autor de la miniserie Fra per Dark Horse Comics, una continuació de l'univers de Buffy. Posteriorment el seu treball en el guió de còmic va adquirir progressivament més notorietat des que en 2004 es posés al capdavant de l'Univers Mutante de l'editorial Marvel com a guionista de Astonishing X-Men., a més d'una nova sèrie de Buffy en còmic publicada per Dark Horse Comics (2007).
Després del rodatge de Serenity, tenia en perspectiva el projecte de portar al cinema, escriure i dirigir Wonder Woman, finalment abandonat.

### The Avengers
La seva segona pel·lícula com a director de cinema es va produir finalment el 2012 en l'adaptació cinematogràfica de The Avengers per Marvel Studios, per la qual també va realitzar el guió.
Protagonitzada per Robert Downey Jr., Chris Evans, Chris Hemsworth, Mark Ruffalo, Scarlett Johansson, Jeremy Renner i Samuel L. Jackson.
La pel·lícula va acabar sent tant un èxit en crítica com en taquilla: va recaptar 1.518.594.910 dòlars a tot el món, catapultant-lo a la fama.

### Avengers: Age of Ultron
Whedon va tornar a escriure i dirigir la seqüela dels Venjadors, que es va titular Avengers: Age of Ultron, en la qual no va aconseguir superar l'èxit del primer lliurament. Va recaptar $ 1.405.543.868 a tot el món i va rebre crítiques positives, però no tant com la primera.
Mentre que el repartiment va repetir gairebé íntegrament.
Whedon va declarar que no tornaria com a director per al tercer i quart lliuraments de Avengers, ja que es trobava molt cansat.

### Possible Batman
A part de dir que no tornaria com a director per a futurs lliuraments de Avengers, també va aclarir que estaria disposat a dirigir una cinta de Batman quan l'hi demanessin.

## Acusacions d'assetjament laboral
El juliol de 2020, l'actor de la Justice League Ray Fisher va acusar Whedon de mostrar un comportament «brut, abusiu, poc professional i completament inacceptable» cap al repartiment i l'equip de la pel·lícula, arribant a convidar Whedon a demandar-lo per difamació si creia que les acusacions eren falses. Un panell virtual per a la Convenció Internacional de Còmics de San Diego de 2020 centrat en el treball de Whedon es va cancel·lar després de les declaracions de Fisher. El mes següent, es va informar que WarnerMedia havia iniciat una investigació sobre el comportament de Whedon durant la producció de Justice League. Jason Momoa va publicar en suport de Fisher, escrivint sobre «la manera de merda com van ser tractats» a Justice League tornant a gravar i dient que «van passar coses serioses». El desembre de 2020, WarnerMedia va anunciar que la seva investigació havia conclòs i s'havia pres "una acció correctiva".
Fisher també va afirmar que la sortida de Whedon de la sèrie The Nevers d'HBO Max va ser el resultat de la consulta de la companyia matriu d'HBO WarnerMedia. Va dir a Twitter que «no tinc cap intenció de permetre que Joss Whedon utilitzi la vella tàctica de Hollywood de 'sortir'" i va afirmar: "Sens dubte, això és el resultat de [la investigació]». HBO havia anunciat el 25 de novembre de 2020, que l'empresa havia "separat el seu camí" de Whedon, i Whedon va publicar la seva pròpia declaració, afirmant que la sortida es devia a la pandèmia de COVID-19. El cap de HBO, Casey Bloys, es va negar a donar més detalls sobre la decisió de separar-se, però va dir que HBO no havia rebut cap queixa sobre el comportament de Whedon. No obstant això, en el que Bloys va reconèixer com un fet inusual, el nom de Whedon no s'havia utilitzat en màrqueting per a la sèrie, tot i que romania acreditat a la sèrie.
Gal Gadot va dir al Los Angeles Times el desembre de 2020 que la seva experiència amb Whedon no havia estat «la millor», però que ho havia traslladat «als superiors i ells s'havien ocupat d'això». Grace Randolph va informar més tard que Whedon havia demanat a Gadot que filmés una escena amb càrrega sexual a Justicia' League, però que Gadot s'havia negat i es va utilitzar una doble de cos en el seu lloc.
El febrer de 2021, l'actriu de Buffy the Vampire Slayer i Angel Charisma Carpenter va al·legar que Whedon havia «abusat del seu poder en nombrosos ocasions», anomenant-lo «vampir» i «casualment cruel». En una declaració tuitejada, Carpenter va dir que Whedon l'havia anomenada «grassa» i li va preguntar «si [ella] el tindria» en assabentar-se del seu embaràs, es va burlar de la seva fe religiosa i va amenaçar repetidament amb acomiadar-la, cosa que finalment va fer. Carpenter també va revelar que havia participat en la investigació sobre Justice League de WarnerMedia.
Les seves companyes a Buffy Amber Benson i Michelle Trachtenberg van corroborar les acusacions de Carpenter. A les xarxes socials, Benson va escriure: «Buffy era un entorn tòxic i comença a dalt. [Carpenter] està dient la veritat». Trachtenberg va escriure que «sabem el que va fer» i va al·legar que el seu comportament cap a ella quan era adolescent va ser: «Molt. No. Apropiat». Més tard, Trachtenberg va declarar a les xarxes socials que hi havia una regla al plató que impedia que Whedon estigués sol amb ella a una habitació. L'estrella de Buffy, Sarah Michelle Gellar, també va donar el seu suport i es va distanciar de Whedon. L'escriptor Jose Molina, que havia treballat a Firefly, també es va pronunciar en contra del comportament de Whedon dient que «casualment cruel» era una descripció «perfecta» i que «Pensava que ser dolent era divertit. Fer plorar les escriptores durant una sessió de notes va ser especialment histèric. De fet, li agradava presumir de la vegada que va fer plorar una escriptora dues vegades en una reunió.» Altres companys de Buffy i Angel van expressar el seu suport a les presumptes víctimes, incloent David Boreanaz, James Marsters, Anthony Stewart Head, Eliza Dushku, J. August Richards i Amy Acker.
Marsters va dir, però, que pensava que la intensitat de Whedon cap al repartiment de Buffy es devia al fet que «es va posar una pressió enorme sobre ell mateix... intentant aconseguir alguna cosa que era un llistó molt alt».
L'abril de 2021, a la llum de les acusacions de Fisher, Gadot va dir a The Hollywood Reporter que «Vaig tenir els meus problemes amb Whedon i Warner Bros ho va gestionar de manera oportuna». Una font ben informada va declarar que Gadot «tenia múltiples preocupacions amb la versió revisada de la pel·lícula, incloses "qüestions sobre que el seu personatge era més agressiu que el seu personatge a Wonder Woman. Ella volia fer que el personatge fluís d'una pel·lícula a una altra», va dir l'informe. «El major enfrontament, diuen les fonts, va arribar quan Whedon va empènyer Gadot a gravar línies que no li agradaven, va amenaçar amb danyar la carrera de Gadot i va menysprear la directora de Wonder Woman Patty Jenkins». El mes següent, Gadot va afegir que Whedon va «amenaçar» la seva carrera durant les rodatges, dient: «si feia alguna cosa, ell faria la meva carrera miserable i em vaig ocupar d'això.» A l'octubre d'aquell any, Gadot va continuar dient que estava «sorpresa» per la manera com Whedon li va parlar, i va afegir: «Estàs marejada perquè no pots creure que t'acabin de dir això. I si ell m'ho diu a mi, llavors òbviament ho diu a moltes altres persones.»
El gener de 2022, Whedon va afirmar que Gadot l'havia «entès malament» perquè l'anglès no era la seva llengua materna i va dir que Fisher era un «mal actor en els dos sentits». També va dir que mai havia treballat amb «un grup de persones més rudes» que la resta del repartiment de Justice League. Gadot va respondre a això afirmant que «entenia perfectament» i que no tornaria a treballar amb Whedon en el futur.
L'octubre de 2023, el guionista Zak Penn va escriure al llibre MCU: The Reign of Marvel Studios que durant el procés d'escriptura del guió de The Avengers i trobar un director per al projecte, «Tots els altres directors dels quals havíem estat parlant, Joss no estava a la llista. Vaig sentir que anava a reescriure el guió ell mateix. Ni tan sols volia reunir-se amb mi. – que, per cert, sempre anomeno l’escriptor que substitueixo, sento que això és cortesia». Quan Penn es va posar en contacte personalment amb Whedon: «Em va dir: "No, no és incòmode per a mi. T'estic reescrivint." Es va fer bastant evident que tenia menys de zero interès en tenir-me involucrat amb la pel·lícula». Penn també va anomenar Whedon, «un d*ck» (per dick, penis, però també persona dolenta, agreujant), així com «una mala persona».

## Filmografia

### Cinema
| Any  | Títol                              | Acreditat com | Acreditat com | Acreditat com | Notes |
| Any  | Títol                              | Escriptor     | Director      | Productor     | Notes |
| ---- | ---------------------------------- | ------------- | ------------- | ------------- | --- |
| 1992 | Buffy the Vampire Slayer           | Sí            |               |               | |
| 1994 | La fugida                          | Sí            |               |               | co-escriptor (sense acreditar) |
| 1994 | Speed                              | Sí            |               |               | co-escriptor (sense acreditar) |
| 1995 | Waterworld                         | Sí            |               |               | co-escriptor (sense acreditar) |
| 1995 | Toy Story                          | Sí            |               |               | co-escriptor |
| 1997 | Alien Resurrection                 | Sí            |               |               | |
| 2000 | Titan A.E.                         | Sí            |               |               | co-escriptor |
| 2000 | X-Men                              | Sí            |               |               | tractament (sense acreditar) |
| 2001 | Atlantis: The Lost Empire          | Sí            |               |               | tractament |
| 2005 | Serenity                           | Sí            | Sí            |               | |
| 2011 | Thor                               |               |               |               | Director de l'escena post-crèdits (sense acreditar) |
| 2011 | Captain America: The First Avenger | Sí            |               |               | co-escriptor (sense acreditar) |
| 2011 | Comic-Con Episode IV: A Fan's Hope | Sí            |               |               | co-escriptor |
| 2012 | The Cabin in the Woods             | Sí            |               | Sí            | co-escriptor |
| 2012 | The Avengers                       | Sí            | Sí            |               | |
| 2012 | Molt soroll per no res             | Sí            | Sí            | Sí            | |
| TBA  | In Your Eyes                       | Sí            |               | Sí            | Productor executiu |
| 2015 | Avengers: Age of Ultron            | Sí            | Sí            |               | |
| 2017 | Justice League                     | Sí            |               |               | Només a la posproducció; Whedon va realitzar noves gravacions d'escenes escrites per ell mateix. Elegit per l'estudi després de l'abandonament a causa d'una tragèdia familiar de Zack Snyder. |

### Televisió
| Any       | Títol                     | Acreditat com                             | Notes                     |
| --------- | ------------------------- | ----------------------------------------- | ------------------------- |
| 1989-1990 | Roseanne                  | Guionista                                 |                           |
| 1990      | Parenthood                | Productor, guionista                      |                           |
| 1997-2003 | Buffy the Vampire Slayer  | Creador, director, guionista, productor   |                           |
| 1999-2004 | Angel                     | Cocreador, director, productor, guionista |                           |
| 2002      | Firefly                   | Creador, director, guionista              |                           |
| 2007      | The Office                | Director                                  | 1 episodi                 |
| 2009      | Dollhouse                 | Creador, director, guionista              |                           |
| 2010      | Glee                      | Director                                  | 1 episodi                 |
| 2013-2020 | Marvel's Agents of SHIELD | Cocreador, director, guionista            | Director Episodi: "Pilot" |
| 2021      | The Nevers                | Director, Cocreador, guionista            | 10 episodis.              |

## Premis i nominacions
- 2000. Emmy al millor especial per Dr. Horrible's Sing-Along Blog

### Nominacions
- 1996. Oscar al millor guió original per Toy Story
- 2009. Emmy al millor guió de sèrie dramàtica per Buffy the Vampire Slayer